# My Rainbow Race
My Rainbow Race är en amerikansk sång skriven av Pete Seeger 1967. 

## Barn av regnbuen
Den norska texten skrevs av Lillebjørn Nilsen 1973.
Anders Behring Breivik menade under rättegången mot honom att Nilsen är marxist och sången är ett exempel på att norska barn hjärntvättas.  40 000 norrmän sjöng sången tillsammans med Lillebjørn Nilsen på  Youngstorget torsdagen 26 april 2012.

## Listplaceringar

### Lillebjørn Nilsens version
| Lista (1973-1974) | Topplacering |
| ----------------- | ------------ |
| Norge             | 1            |